# ジョン・スタップ
ジョン・ポール・スタップ（John Paul Stapp, 1910年7月11日‐1999年11月13日）は、ブラジルのバイーア州出身のアメリカ空軍大佐、航空医学研究者。
軍で行った「人体は突起物などに衝突したりしなければ、ジェット機からの射出脱出の際のような、相当な急減速Gにも耐えられる」という自身の体を張った証明の経験にもとづき、航空機の墜落時や自動車の衝突安全技術の研究やシートベルトの普及、装着の啓蒙などといった事故時の生存率向上に尽力した。

## 経歴
1944年、アメリカのミネソタ大学医学部を卒業し、同10月5日に空軍に入隊する。
米空軍（初期にはその前身のアメリカ陸軍航空軍）は終戦直後より、「MX-981」という、急減速に関する研究プロジェクトを行ったが、ジョン・スタップがそのプロジェクトリーダーを務めたのみならず、実験の目的である急減速が人体に与える影響を確かめるための危険な人体実験の対象に自ら志願し、貴重なデータを提供したことは特筆すべき功績である。
このプロジェクトは、人類には未知の世界であったジェット戦闘機の速度域における安全性確保を目的としたものであったが、1949年にマーフィーの法則を生んだことでも知られる（詳細はマーフィーの法則の記事を参照）。

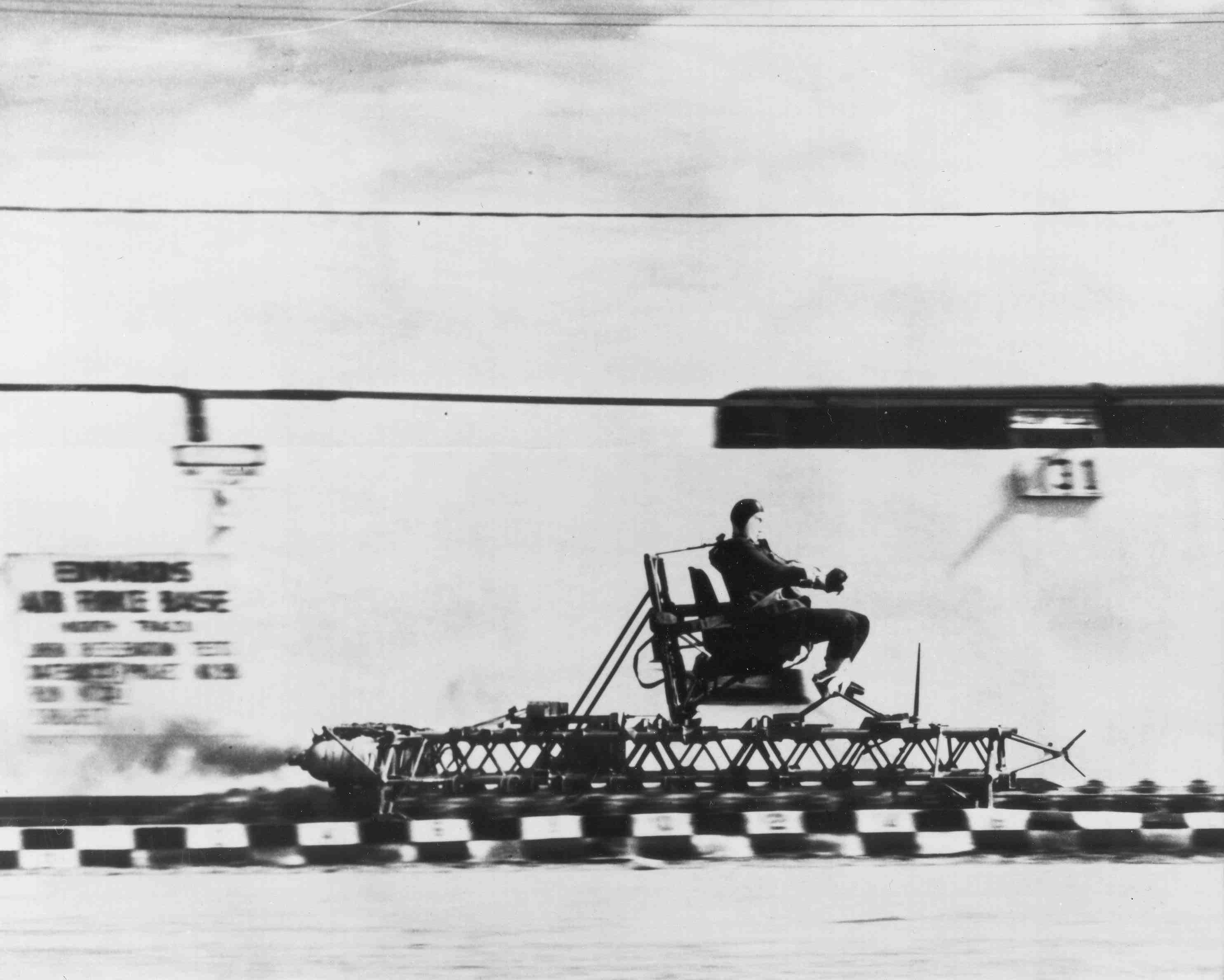
エドワーズ空軍基地のロケットスレッド上のスタップ

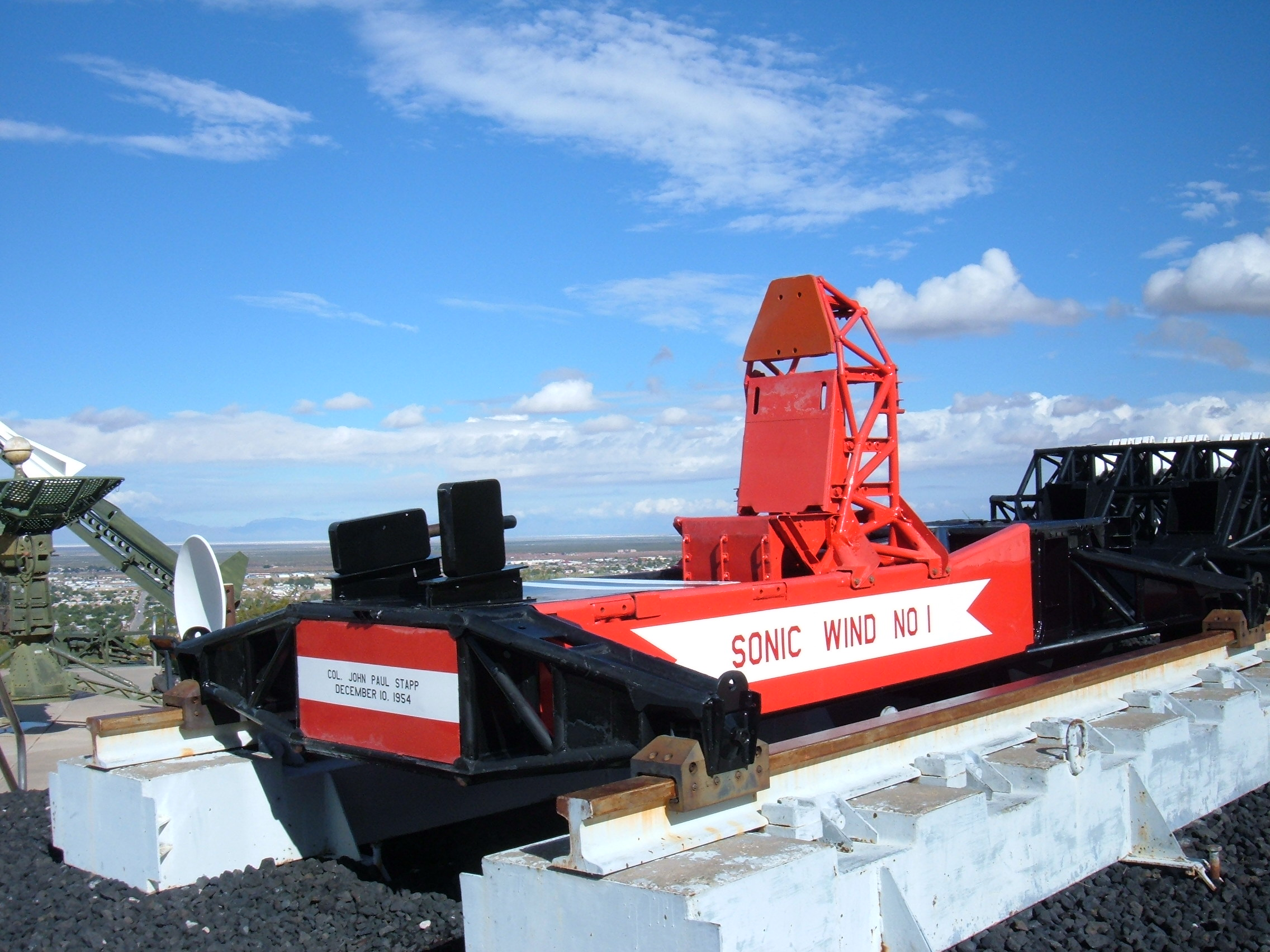
Holloman空軍基地のロケットスレッド（世界最速記録の時のもの。Sonic Wind No. 1）

1954年のHolloman空軍基地のロケットスレッドにおける有人実験では、スタップはヘルメットとシートベルトという装備で、時速632マイル（約1,017 km/h）からの約46Gもの急減速を体験した。体幹への致命傷こそ無かったものの、眼球の出血など危険な実験であった。また、この時の最高速度は、地表における有人の乗り物としては、1980年代の自動車の速度記録以前には最速の記録であり、空の最速チャック・イェーガーに対し、地表最速（fastest human on earth）と言われた。
1967年、アメリカ運輸省国家道路交通安全局（National Highway Traffic Safety Administration）へ自動車の安全性研究のため派遣された。またこのころから、Stapp Car Crash Conferenceというカンファレンスを始めた。1970年に退役。その後、交通安全について研究・啓蒙するThe Stapp Associationを設立した。現在は同アソシエーションがStapp Car Crash Conferenceを開催している。
1999年11月13日、ニューメキシコ州アラモゴードの自宅で89歳で死去した。

## 受賞歴
- 1973年 エリオット・クレッソン・メダル
- 1985年 アメリカ航空殿堂
- 1991年 アメリカ国家技術賞
- 2003年 イグノーベル「工学賞」（マーフィーの法則の発見の功績による共同受賞）

## 脚註
1. ↑  Project MX-981: John Paul Stapp and Deceleration Research.
2. ↑  TIME誌1955年9月12日号の表紙を飾った
3. ↑  空軍の人物ページ